# Bobby Singer
Robert «Bobby» Steven Singer és un personatge fictici de la sèrie de The CW Supernatural interpretat per Jim Beaver. El seu nom és una referència al productor executiu del programa Robert Singer.
Bobby és un caçador igual que els Winchesters, i els proveeix ajuda en les recerques i caceres. La seva vida va canviar després de veure's forçat a matar a la seva esposa que estava posseïda per un dimoni, raó per la qual va decidir convertir-se en caçador. Al llarg de molts anys Bobby ha reunit una col·lecció de recursos sobre el sobrenatural, la qual inclou llibres i relíquies.
Abans dels esdeveniments del programa, Bobby va forjar una amistat amb John Winchester. Després de la mort del seu amic, Bobby va començar a ajudar els germans amb freqüència, transformant-se en una figura paterna per a ells.

## Participació del personatge

### Primera temporada
Bobby apareix per primera vegada en l'episodi Devil's Trap, quan Dean i Sam Winchester, li demanen ajuda per poder trobar al seu pare que havia estat segrestat per Meg Masters. Bobby els ensenya com crear un parany per a dimonis per poder exorcitzar a Meg. No obstant això abans de completar l'exorcisme de Meg, els diu als Winchester que l'ànima d'algú posseït per un dimoni encara segueix dins del cos i que ho estarà fins i tot després que el dimoni sigui exorcitzat, i que una vegada passat això, la noia morirà, no obstant això abans de morir Meg els diu on està tancat John.

### Segona temporada
Bobby arriba en ajuda dels Winchester, al final de la primera temporada, quan John, Dean i Sam sofreixen un accident automobilístic. John li demana a Sam que vagi amb Bobby i l'ajudi a aconseguir alguns articles descrits en una llista. Bobby li diu a Sam que els articles que busquen no són els utilitzats per protegir-se dels dimonis, com va assegurar John, sinó que s'utilitzen per convocar-lo. No obstant, Bobby recol·lecta els articles i els dona a Sam qui, al seu torn, els lliura al seu pare. Bobby també recupera el Impala de Dean per evitar que es descobreixin les armes que en ell es guarden, havent-li assegurat Sam que no importa en quines condicions estigués el cotxe. Dean desitjaria reconstruir-ho.
Després de la mort de John Winchester i la miraculosa recuperació de Dean, Bobby rep als nois a la seva casa per un mes aproximadament, perquè es recuperin de les seqüeles físiques i emocionals de l'accident. Dean es dedica en aquest temps a reconstruir el Impala, mentre Sam intenta que tots dos parlin sobre la mort del seu pare. Bobby posa a la disposició dels nois l'únic vehicle que posseeix, una minivan vella i atrotinada, de manera que puguin localitzar a una vella coneguda del seu pare, Ellen Harvelle, l'existència de la qual van conèixer a través d'un missatge gravat en el telèfon de John. Els nois usen la minivan per anar a una cacera en l'episodi Everybody Loves A Clown, però l'abandonen en el camí en descompondre's. Encara que s'esmenta a Bobby en aquest capítol, no se'l veu, però és de suposar que els germans Winchester es queden amb ell fins que el Impala de Dean està completament restaurat i ells poden tornar al camí.
En el capítol Born Under a Bad Sign, Bobby ajuda a Dean a exorcitzar a Sam, qui ha estat posseït. Quan Sam, després d'una setmana desaparegut, apareix en el llindar de Bobby sense el seu germà, aquest li ofereix una cervesa. Bobby demostra la seva habilitat amb això, ja que ha posat aigua beneïda en la cervesa, això exposa al dimoni que ha posseït a Sam, que és el mateix que els Winchester van exorcitzar 6 mesos abans del cos de Meg Masters. Després de l'arribada de Dean, tots dos intenten exorcitzar el domini del cos de Sam, però aquest ha pres fermament a Sam amb un lligam al voltant del seu braç. Dean lluita amb Sam i Bobby mostra novament la seva habilitat en cremar la unió que lligava a Sam. El fer fallida la unió l'exorcisme funciona i Sam és alliberat. Bobby ensenya als germans els ritus necessaris per impedir que això torni a ocórrer.
Poc després el criden per ajudar els germans en un cas a Ohio, en el capítol Tall Tales. Dean i Sam es relacionen indistintament amb Bobby arribant a mostrar un nivell de comportament cada vegada més ridícul. Després d'això Bobby els adverteix que hi ha un Trickster (un déu bromista com Loki i Anansi), al voltant. Bobby els adverteix que sent el Trickter un déu, és immortal, per tant es necessiten la perícia dels tres per trobar la seva feblesa. Ells surten de la universitat, creient que van tenir èxit a destruir-ho, però la veritat és que el Trickster només els va distreure i simplement, va fugir.
En la primera part del final de la segona temporada, el capítol All Hell Break Loose Part I, torna per ajudar a Dean a trobar a Sam, qui ha desaparegut misteriosament. En el final d'aquest capítol tots dos troben a Sam en un poble fantasma, però arriben massa tard per ajudar-lo. Veuen quan Sam és apunyalat en l'esquena. Bobby intenta donar-li a Sam un enterrament digne i així ajudar el devastat Dean en el seu duel, però aquest es nega i negocia un pacte per reviure al seu germà. Bobby el reprende per això.
Bobby és part fonamental en el tancament del portal a l'infern que s'obre en un cementiri de Wyoming, interposant-se entre un gran dimoni i el parany en les pistes del ferrocarril. Després de tancar el portal, Bobby veu a en Sam i Dean consolant al fantasma del seu pare. Després que Dean matés a Azazel, Bobby i Ellen informen als germans Winchester que més de dos-cents dimonis poden haver escapat pel portal.

### Tercera temporada
Bobby continua apareixent en aquesta temporada, ajudant a Dean i Sam en la seva guerra contra els dimonis. Ell ajuda constantment als germans i es converteix en el seu mentor, Bobby i Ruby intenten restaurar la Colt. En el capítol Dream a Little Dream of Em, es mostra que Bobby es va convertir en caçador a l'ésser la seva esposa posseïda per un dimoni i en haver de matar-la ell mateix. Porta molta culpa pel que va fer en ell i mostra un manament no escrit que farà tot el necessari perquè aquests successos sobrenaturals no danyin a ningú més.
Reapareixen en el capítol Mistery Espot, on la fesomia de Bobby és usada com a disfressa per un Trickster, amb la finalitat d'ensenyar a Sam una gran lliçó. Sam veu morir al seu germà Dean una vegada i una altra, sense poder evitar-ho. Així el Trickster mostra la seva lliçó, els Winchester han de sacrificar-se l'un per l'altre per aconseguir els seus propòsits. Sam mata al Trickster encara disfressat de Bobby, causant-li gran remordiment en veure el cos inert de Bobby, però el Trickster recupera la seva forma i dona el missatge.
Bobby ajuda a Dean a localitzar a Lilith i l'aconsella i ajuda a preparar-se per al combat final amb ella. Dean protesta al·legant que és la seva lluita i no la de Bobby, al que ell contesta “la família no acaba amb la sang, noi!”. Bobby mostra la seva brillantor en connectar aigua beneïda al sistema de regat de la gespa, destruint l'exèrcit de Lilith. Se li veu trist mirant el seu rellotge just a la mitjanit, quan la vida de Dean s'acaba.

### Temporada quatre
Bobby reapareix en el primer episodi de la temporada quatre Lazarus Rising, és amb ell amb qui Dean parla per primera vegada de la seva fuita de l'infern. Dean truca a Bobby dues vegades quan surt de l'infern, però aquest no creu que sigui realment Dean. Fins i tot quan el major dels Winchester arriba a la seva casa intenta matar-lo. Però Dean prova que és ell en realitat tallant-se el mateix amb una daga de plata i ruixant-se amb aigua beneïda. Mentre fa això descriu a Bobby com “la cosa més propera que tinc a un pare”. Bobby ajuda els germans a reunir-se i els presenta a Pamela, una psíquica que sotmet a Dean a un ritual per invocar al dimoni que el va ajudar a sortir de l'infern, però aquest ser resulta no ser un dimoni, sinó un àngel. Ell fa un pacte inconscient amb l'àngel Castiel amb un simple toc en el front. Bobby ajuda als germans a entendre per què l'àngel va rescatar a Dean de l'infern i assegura als nois, que el fet que els morts s'estiguin aixecant i atacant als caçadors, és part de el “increment de testimonis”, senyal propi de l'apocalipsi que ve.
Bobby també inventa l'encantament perquè aquells que van creuar el portal descansin una altra vegada. En el mateix episodi es revela que Bobby ha construït una habitació del pànic contra dimonis i fantasmes, està feta de ferro i envoltada de sal, per usar-la com a parany contra aquests éssers, el seu únic adorn és un poster de Bo Dereck en la pel·lícula 10.
Ell torna en el capítol Yellow Fever, ajudant a Sam a guarir a Dean que està infectat per un virus que mata a la gent de por. En aquest episodi es revela que Bobby sap japonès.
Reapareix novament en el capítol, Sex and Violence on els fa de coartada per a convèncer que són agents federals quan investiguen els seus casos. Bobby salva el dia matant a la sirena que havia manipulat a Dean i Sam perquè aquests es barallessin a puny.
Té una petita intervenció en la part final del capítol The Rapture. Ell truca a Sam perquè qui acudeix juntament amb el seu germà. Una vegada aquí Bobby i Dean enganyen a Sam i eltanquen per la seva pròpia seguretat.

### Temporada cinc
Reapareix al principi de la temporada ajudant als germans Winchester a buscar l'espasa de Miguel. S'apunyala a si mateix per assassinar al dimoni que el va posseir, i és enviat a l'hospital, on es guareix, però es queda prostrat en una cadira de rodes.

### Setena temporada
Bobby mor en aquesta temporada mitjançant un tret d'un Levithan, conegut amb el nom de Richard però, això no implica que aquest personatge deixi d'aparèixer en la sèrie. Bobby enganya a la seva pròpia parca, decidint quedar-se com a fantasma i seguir al costat dels Winchester, servint-los d'ajuda sense aquests saber-ho, fins a un temps després que Bobby aconsegueix presentar-se davant ells com a fantasma. No obstant Bobby comença a sofrir els efectes del seu estat fantasmal i es torna cada vegada més venjatiu a tal punt de perdre control sobre si mateix en determinades situacions, gairebé assassinant a Sam, per la qual cosa Bobby accedeix al fet que Dean i Sam cremin el seu últim enllaç al món dels vius per finalitzar amb la seva existència fantasmagòrica.

### Vuitena Temporada
Bobby apareixen en l'episodi "Taxi Driver", quan Kevin els diu a Sam i Dean Winchester que la segona prova per tancar les portes de l'infern és enviar una ànima innocent de l'infern cap al cel, ells aconsegueixen informació amb un dimoni que els diu d'una Parca que actua com Coyote enviant ànimes a l'infern, aquí els diu que ell mateix va portar l'ànima de Bobby a l'infern, llavors Sam li compra un bitllet a la parca i es dirigeix a l'infern i treu l'ànima de Bobby i la torna al cel no sense abans una intervenció de Crowley i Naomi.

## Curiositat
- Eric Kripke revela en Paley Fest que el caràcter Missouri Moseley va ser pensat tornar en el final de la temporada 1 a ajudar a Sam i Dean, sinó perquè l'actor Loretta Vaig no podia fer-ho, el personatge de Bobby Singer va ser creat en el seu lloc.
- Bobby vivia a Dakota del Sud, abans de la seva casa que es va cremar pels leviatans.
- És propietari d'un Ford blava grua amb el comtat de Lawrence, plaques de Dakota del Sud: 9NO3L1. Aquesta és probablement una referència al paper de Jim Beaver en el drama de HBO Deadwood occidental. Deadwood és la seu del comtat de Comtat de Lawrence. En les temporades tres, quatre i sis que també condueix un Chevelle 1971. Quan mor, el cotxe acaba oxidant-se en el seu dipòsit de ferralla. En la cinquena temporada, ell condueix una furgoneta accessible per a minusvàlids i en Sympathy for the Devil, el Impala. La camioneta més endavant es pot veure quan Dean està torturant als dimonis d'ubicació Lisa i Ben en la sisena temporada.
- El seu gos, que només ha aparegut en un episodi, es diu Rumsfeld. Rumsfeld va ser matat per Meg mentre es va perseguir als Winchester.
- En algun moment de la seva carrera de caça, Bobby va ser incapaç de salvar un parell de germanes bessones d'una criatura desconeguda.
- En l'episodi de febre groga, es revela que ell és fluid en japonès. En cap de setmana amb Bobby, es va revelar que Bobby ha estat al Japó.
- Bobby és el nom de productor executiu de la sèrie Robert Singer, que va ser fet per Eric Kripke darrere de la seva esquena.
- Bobby va néixer en la nit.
- En 'La sèrie d'animació', Bobby és re-imaginat de l'aspecte físic i la personalitat, que és molt més alegre que el seu homòleg d'acció en viu i amb freqüència bromeja amb els Winchester.
- Com un fantasma, la seva caiguda en un esperit venjatiu ocorre més ràpid del normal; Tessa afirma que es necessiten anys per convertir-se en venjança, però Bobby va aconseguir que l'estat en qüestió de setmanes.
- Bobby es deia que era un fan de la demostració de la realitat, Tori i Dean. Sam és capaç d'usar això juntament amb el fet que ell va aconseguir una pedicura que "va canviar la vida" en el Mall of America per convèncer'l de la seva identitat en l'Infern. Pel que sembla, Bobby va fer a Dean prometre que mai li diria a ningú sobre això, però li va dir a Sam de totes maneres.
- Bobby és el tercer esperit que es veu després que les seves restes han estat cremats (primera va ser María, a continuació, va anar John) i el primer fantasma la destinació final del qual després de la crema de les seves restes es revela.
- Bobby, igual que tots els membres de l'equip Free Will, ha estat en l'Infern, el Purgatori i el Cel.
- L'última paraula de Bobby va ser "idiotes"(viu)
- Després de la seva mort, es mostra el seu cotxe que s'oxida en el seu dipòsit de ferralla.
- Juntament amb John Winchester i Meg, que és un dels pocs personatges, a més de Sam i Dean per conduir el Impala més d'una vegada. Ell el condueix mentre destrueix el fantasma de Luther Garland i quan va a visitar a Sam i Dean després de l'inici de l'Apocalipsi.
- Bobby va ser el que va ensenyar a Sam i Dean la "no-acordo" que en el cas d'un d'ells mort, l'altre no aniria a la recerca de l'altra; No obstant això, es va convertir en una regla tàcita a fer exactament el contrari, ja que estava visiblement enutjat que Sam no anava a la recerca de Dean mentre ell estava atrapat en el purgatori.
- Bobby va passar aproximadament 150 anys en l'infern, però igual que John Winchester, va persistir a mantenir la seva humanitat, i va evitar convertir-se en un dimoni.
- Hi ha un llibre titulat Guia de Bobby Singer Caça, escrit per David Reed des del punt de vista de Bobby.
- Quan Bobby es matat per Llucifer i ressuscitat per Castiel, d'alguna manera això no guarda la seva ànima del seu tracte amb Crowley, que ha de ser obligat a retornar-la baix amenaça de mort. Això està en contrast amb Dean, que ja no està obligat pel seu contracte després d'haver estat ressuscitat de dimonis per Castiel. Això podria deure's al fet que, a diferència de Dean, Bobby va morir i va ressuscitar abans que el seu temps havia acabat. Castiel també va ser capaç de ressuscitar a Bobby amb facilitat, la qual cosa indica que no havia anat a l'infern no obstant això, com Castiel hauria hagut de recuperar físicament l'ànima de Bobby des d'allí.
- En l'episodi de Frontierland, quan Dean fa una referència a Star Trek IV: Missió Salvar la Terra, Bobby no aconsegueix comprendre-la, que va admetre haver vist solament Espai Profund 9 .